# Cuchilla Grande Inferior
Cuchilla Grande Inferior – pasmo wzgórz w południowym Urugwaju, będące bocznym odgałęzieniem Cuchilla Grande.
Rozciąga się na długości około 190 km mniej więcej od Cerro Colorado do okolic Cardony, przechodząc przez departamenty Florida, Flores, Soriano oraz północne rejony San José i Colonia.